# Haus Balleer

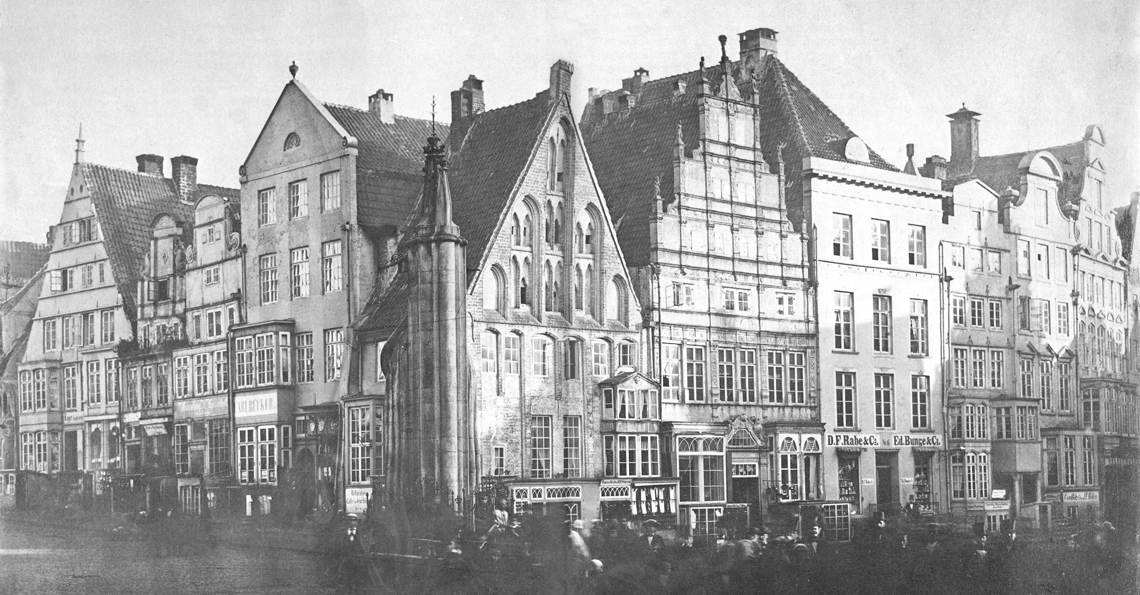
Haus Balleer Ecke Marktplatz / Grasmarkt 1859 (hier hinter der Rückseite des Roland zu sehen)

Das Haus Balleer (auch Balleersches Haus) war ein mittelalterliches Bürgerhaus in Bremen, das im 15. Jahrhundert erbaut und 1860 abgerissen wurde. Es stand an der Südostseite des Bremer Marktplatzes (Am Markt Nr. 26) und galt – neben dem Haus Speckhan – als einer der herausragenden Bauten der Backsteingotik in der Stadt.

## Geschichte
Das Balleersche Haus wurde wahrscheinlich um 1450 errichtet. Als Eckhaus zwischen Markt und Grasmarkt befand es sich an einer der herausragenden Lagen in Bremen und flankierte mit dem Rathaus den Durchgang vom Markt zum Dom. Am Marktplatz grenzte es direkt an das ebenfalls bemerkenswerte Pundsacksche Haus (rechts daneben).
Es ist benannt nach der wohlhabenden Kaufmannsfamilie Balleer (auch in den Schreibweisen Baleer und Baller überliefert), die mehrere Ratsherren und Bürgermeister der Stadt stellte. Belegt sind Johannes Balleer, der 1333 das Bürgerrecht in Bremen erwarb und Mitglied des Bremer Rates wurde, Arnd Balleer († 1418), der Hille Hasbergen, eine Schwester Hinrichs von Hasbergen, heiratete, dessen Sohn Johann († 1441), Ratsmann, und Bürgermeister Bernd Balleer (um 1475) sowie die Ratsherren Heinrich (Hinrich) Balleer († 1563) und Johann Balleer († 1635).†
Der letzte Balleersche Eigentümer des Hauses verstarb 1702 während einer Reise in Amsterdam. Anschließend hatte das Gebäude verschiedene Eigentümer, zuletzt die Tuchhandlung Philipp Rechten & Co. 1860 wurde das Balleersche Haus – zusammen mit dem gesamten Häuserblock um die ehemalige Wilhadikapelle – abgerissen, um Platz für die Neue Börse zu schaffen.

## Gestalt des Hauses
Das Giebelhaus hatte drei Hauptstockwerke und drei Dachgeschosse, die Front zum Markt war 9,50 Meter breit bei einer Tiefe von nur 3,90 Meter. Die Hauptgeschosse wurden vertikal von sechs Fensterachsen gegliedert, von denen die beiden mittleren breiter waren als die seitlichen. Hier befanden sich mit Stichbögen abschließende Fenster. Im Giebelbereich darüber schlossen sich fünf Blendnischen an – in den mittleren drei saßen in nochmals abgestuften Vertiefungen schmale Fenster mit Kleeblattbögen. Das Dach war mit einem überstehenden Ziegelband abgesetzt, das im First mit einem Giebelaufsatz abschloss. Ende des 17. Jahrhunderts erhielt das Haus zwei dreistöckige Utluchten, eine an der Seite zum Marktplatz und eine an der Seite zum Grasmarkt.

## Neuere Funde

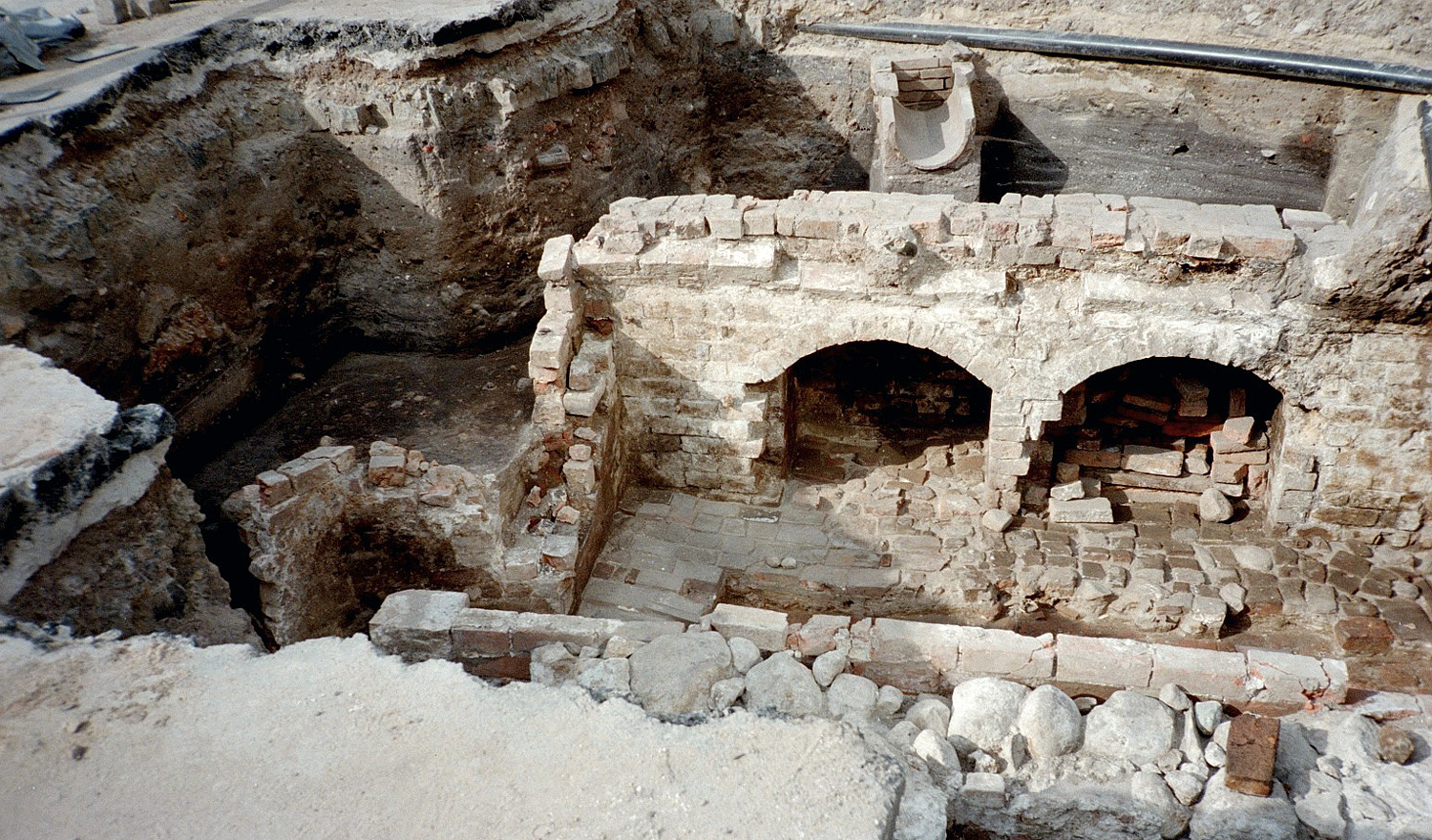
Kellergewölbe des Hauses Balleer bei Ausgrabungen im Jahr 2002

Bei Ausgrabungstätigkeiten auf dem Marktplatz im Jahr 2002 wurde der Keller des ehemaligen Hauses mit zwei Tonnengewölben und einem Backsteinboden in Fischgrätmuster aus dem 15. Jahrhundert freigelegt. Eine der Kellerwände grenzte dabei an die Fundamente einer noch älteren Mauer aus Findlingssteinen, die wahrscheinlich nicht zu dem einen Torturm der Domburg gehörte, den Adam von Bremen beschrieben hatte, sondern zu einem benachbarten Mauerturm, auf den es in der Textüberlieferung keinen Hinweis gab.